# 海上保安庁
海上保安庁（かいじょうほあんちょう、英: Japan Coast Guard、略称: JCG）は、日本の行政機関のひとつで、海上における人命・財産の保護、法律違反の予防・捜査・鎮圧を任務とする国土交通省の外局。日本語における略称・通称は「海保（かいほ）」「海保庁（かいほちょう）」。
第二次世界大戦後の1948年（昭和23年）5月1日、芦田内閣の下でアメリカ沿岸警備隊（USCG）をモデルに設立された。モットーは「正義仁愛」。

## 概要
海上保安庁は、国家行政組織法および海上保安庁法により国土交通省の外局として設置されている国の行政機関。法令の海上における励行、海難救助、海洋汚染の防止、海上における犯罪の予防・鎮圧、犯人の捜査・逮捕、船舶交通に関する規制、水路・航路標識に関する事務、その他海上の安全の確保に関する事務を行う。
海上保安庁は、2000年以降は英名として「Japan Coast Guard」を使っており、同様の英名を使う諸外国の沿岸警備隊には軍事組織も含まれていることや、自衛隊法に基づき特別の必要を認めるときは組織の全部や一部を防衛大臣の統制・指揮下に組み込めることなどから、準軍事組織との比定が試みられる場合があるが、法律（海上保安庁法）上、明確に軍隊ではないとされている。前述の条文（第25条）に従い海上保安庁法には戦時国際法に関する条文は存在しない。
人員の大部分は、海上保安大学校や海上保安学校で専門教育を受け卒業した生え抜きの海上保安官であり、武器の携帯・使用が認められ、海上における犯罪について司法警察職員として犯人の捜査などの権限を有している。長官や次長、一部の管区海上保安本部長などは、国土交通省や他省庁のキャリア官僚が海上保安官に転官した上で就任することがある。
英称は1948年（昭和23年）の開庁当初より米国の主張から、その時々に「Japan Maritime Safety Board」や「Japan Maritime Safety Agency」を用いた歴史的な経緯がある。運輸省所管時の2000年（平成12年）4月より、「広く国民の皆様に海上保安庁の業務を分かりやすく理解していただくため、海上保安庁のロゴ、ロゴマーク及びキャッチコピーを定めた。」との公表後に、権限や法律の変更は全くないが、国土交通省への移管後の2001年（平成13年）以降は船舶などへも、このロゴを用いた「Japan Coast Guard」（略称: JCG :直訳すると「日本国沿岸警備隊」）に変更している。
2024年（令和6年）4月1日現在では、合計475隻の船艇、97機の航空機を保有している。また、2022年（令和4年）4月1日現在で5,093基の航路標識(光波標識5,116基（灯台3,118基、灯標455基、灯浮標1,164基、導灯44基、指向灯17基、照射灯136基、立標111基、浮標28基）・電波標識35基（無線方位信号所15基、AIS信号所20基）・その他の標識34基（船舶通航信号所27基、潮流信号所7基）)を保有している。

### 活動範囲
海上保安庁法第1条の規定では、「海上」とあるのみで、地理的な限界は定められていない。しかし、主な活動海域は、日本の領海、接続水域、排他的経済水域（EEZ）、日米SAR協定に基づく捜索救助区域（本土より南東1,200海里程度）である。このうち領海とEEZを合わせた面積だけでも約447万平方キロメートルあり、領土（約38万平方キロメートル）の約11.8倍に相当する。これにSAR協定分担域を合わせると、国土面積の約36倍という広大な水域を担当していることになる。捜索救難任務で、海上保安庁の巡視船や航空機だけでは対処困難な場合には、各管区海上保安本部から海上自衛隊や航空自衛隊に災害派遣の要請が出される。災害派遣の要請を受けた海上自衛隊では、護衛艦、哨戒機、救難飛行隊などを出動させて海上保安庁の活動に協力する態勢が敷かれる。同様に航空自衛隊の場合は、主に航空救難団の救難隊が1958年（昭和33年）より数多くの捜索救難などの活動で海上保安庁に協力してきている。
活動範囲は当初、「港、湾、海峡その他の日本国の沿岸水域において」（制定時の海上保安庁法第1条第1項）と限定されていたが、後に改正されて単に「海上において」と規定され、活動範囲の限定が解除された。活動範囲は全世界に及んでおり、一例として、専用船「しきしま」によるヨーロッパ - 日本間のプルトニウム輸送護衛任務、マラッカ海峡における海賊捜索任務などがある。内陸部で大規模災害が発生した場合は、自治体や関係機関からの要請に基づき、内陸部での救助活動にあたることもあり、活動範囲は幅広い。
海上保安庁の任務は、「海上における犯罪の予防および鎮圧、海上における犯人の捜査および逮捕」（海上保安庁法第2条第1項）であることを根拠に海上保安官は陸上においても捜査や情報収集活動を行うことが可能である。海上保安庁の陸上における業務の法的根拠としては、海上におけるの文言は「犯罪」「犯人」に掛かる修飾語であり、犯罪の予防鎮圧・捜査逮捕を海上に限定するのであれば「犯罪の海上における予防および鎮圧」となることから、この部分が法的解釈の根拠となっている。したがって、海上で発生した犯罪の捜査や犯人の逮捕のために海上保安官が陸上にまで及んで活動することは、法律上可能である。
アメリカ沿岸警備隊では海洋調査の一環として南極観測船の運用を担当しており、日本においても1957年（昭和32年）から1962年（昭和37年）までの南極観測船（第1～6次）については海上保安庁が運用していたが、1965年（昭和40年）以降の南極観測船は海上自衛隊が運用している。
その任務の過程で得たノウハウを、各国の水上警察や沿岸警備隊に提供することもある。マレーシア、インドネシア、フィリピンなどの東南アジアには、海上保安庁の職員や退職者を国際協力機構を通じて人員を派遣している。

### 海上保安庁の性格
海上保安庁法第25条で、海上保安庁は軍隊ではないことが明確に規定されている。そのため、シンボルマーク・記章類・制服などは軍隊色をイメージしないものが取り入れられるよう配慮されている。巡視船艇の船舶自体の運航体制は、民間船舶とほぼ同様であり、海上保安業務等は残りの乗組員（職員）により執行される。また停泊中は数人の当直を残し船内もしくは宿舎などで待機する。
しかし、世界的に海軍と沿岸警備隊は共通する部分が多く、制服のデザインも類似しているため他国の沿岸警備隊に準じた制服を採用している。日本の海上保安庁も実際には、海上自衛隊を含む各国海軍の軍服に類似しており、世界的に見た場合、一般的に主権を行使できる国境警備隊・沿岸警備隊は「準軍事組織」と認知されるため、海外の報道や資料では、海上保安庁を「準軍事組織」として扱っている場合もある。また、かつて海上保安庁などの統合目的で創設された保安庁への移行時期には、内部組織の海上警備隊（沿岸警備隊）が短期間ながら準軍事組織として存在した。
なお、海上における準軍事組織とは、国際法（国連海洋法条約）の観点から軍艦が定義されており、乗組員についても階級と名簿が必要である。また、海上保安官の階級は船舶に乗り込む行政職員として船長・航海士・機関長・通信士・甲板員・主計員などの職責・職務の範囲を示す船員制度に近く、このことからも海上保安庁が準軍事組織であるとは言い難く、資料などによる「準軍事組織」としての扱いは日本の国内事情や法体制などがあまり知られていないことによる。

### 海上自衛隊との関係
海上保安庁は海上の安全および、治安の確保を図ることを任務とする国土交通省（旧運輸省）の機関（外局）である。一方、国外の艦艇に対応する任務は行政上別系統である防衛省の特別の機関である海上自衛隊が担当しており、船舶に対する任務を海上保安庁が担う。海上自衛隊は防衛大臣による海上警備行動の発令によって初めて洋上の警備行動が取れる。
海上保安庁は第二次世界大戦終戦前までの高等商船学校出身の旧海軍予備士官が中核を担い1948年（昭和23年）5月設立されたのに対し、海上自衛隊の前身・海上警備隊は海軍兵学校出身の旧海軍正規士官が中核を担って海上保安庁内に1952年（昭和27年）4月設置された。
高等商船学校生は卒業時に海軍予備少尉または海軍予備機関少尉に任官され、戦時中召集されると海防艦の艦長、特設艦艇の艦長・艇長、あるいはそれらの艦艇の機関長等として船団護衛、沿岸警備の第一線で活躍した。
終戦後、海上保安庁（高等商船学校出身者）と海上自衛隊（海軍兵学校出身者など）が組織される際には、人事の面において、候補者の出身校や経歴に影響が見られた。
1999年（平成11年）3月23日には能登半島沖不審船事件が発生し、事態が海上保安庁の能力を超えているとして海上自衛隊に初の海上警備行動が発動された。このときの反省を受け事件後に、海上保安庁と海上自衛隊との間で不審船対策についての「共同対処マニュアル」が策定され、戦争中の旧海軍内での立場や受けた仕打ちに端を発して設立時の恨みから長らく続いてきた両者間の疎遠な関係を改善するきっかけとなり、情報連絡体制の強化や両機関合同の訓練が行われるようになった。この時点では上級幹部に至るまで防衛大学校、海上保安大学校出身者が占めるようになっていた。また高速で防弾性に優れ長距離射撃能力が付与された巡視船が建造されるようになった。さらに2001年（平成13年）には海上警備業務における武器使用基準を定めた海上保安庁法第20条第2項の改正が行われ、一定の条件下に限って該船の乗員に危害射撃を加えても海上保安官の違法性が阻却（免責）されるようになった。この改定の直後に九州南西海域工作船事件が発生している。
なお、海上警備行動時には海上自衛隊が海上保安庁の任務を一時的に肩代りするものであるから、海上自衛隊も警察官職務執行法・海上保安庁法を準用して行動する。
2023年（令和5年）4月、政府は有事の際に防衛大臣が自衛隊法に基づいて海上保安庁を指揮する手順を定めた「統制要領」を決定した。武力攻撃事態と認定された場合、閣議決定を経て防衛大臣が海上保安庁長官を指揮し、海上保安庁を統制下に入れる。自衛隊は戦闘地域での防衛に専念し、海上保安庁は国民保護や捜索救難、港湾施設の治安維持などを担うことが想定されている。
海上保安庁が運用する固定翼機の操縦士は海上自衛隊の操縦士を養成する小月教育航空群に委託され、海上自衛隊の隊員に準じた教育を受ける。（回転翼機は海上保安学校で養成）

### 防衛大臣による指揮
自衛隊法第80条により、自衛隊の防衛出動や治安出動があった際に特に必要な場合には、内閣総理大臣の命令により防衛大臣の指揮下に組み入れられる可能性がある。これは、初期の海上保安庁（後に海上警備隊を経て海上自衛隊が創設される）の設立モデルとなったアメリカ沿岸警備隊が、戦時にはアメリカ海軍の指揮下に入って軍隊として運用される規定に倣ったものである。
ただし、防衛大臣の指揮下に入った場合でも、その行動範囲や活動権限は特に通常時と変わらない（特に武器の使用については、あくまでも警察官職務執行法に従わなければならない）ことから、あくまでも自衛隊が必要とするところ（自衛隊施設など）への警備を手厚くするよう指示したり、実際の警備行動において自衛隊と海上保安庁の各機関を一元的に指揮し、両者の連携を円滑にする程度に留まるものと思われる。また、「文面を見る限り、自衛隊法第80条は、海上保安庁法第25条と矛盾するのでないか」との指摘もあるが、防衛大臣の海上保安庁に対する指揮は、直接行われるのではなく、海上保安庁長官（文官）に対して（間接的に）行われるに過ぎない。そのため、矛盾しないものと考えられている。

### その他の大臣による指揮
海上保安庁長官は海上保安庁法第10条ただし書により「国土交通大臣以外の大臣の所管に属する事務については、各々その大臣の指揮監督を受ける」とされており、例えば、漁業関連の取締りでは農林水産大臣の、出入国関係の取締りでは法務大臣の指揮監督を受ける。

### 武力紛争法上の地位
海上保安庁法第25条の「軍隊」とは、日本国憲法第9条第2項に規定され日本が保持を許されない「陸海空軍その他の戦力」に該当しないのみならず、「自衛隊」のような「国家の自衛権を行使するための武力行使を担う必要最小限度の実力である国際法上の軍隊」にも該当しないと解されている。よって、海上保安庁は国際法上、一般警察機関としての文民の沿岸警備隊（Coast Guard）ないし海上警察（Maritime Police）と分類され、その構成要員及び装備・施設は武力紛争の相手方軍隊の攻撃から保護される「文民」ないし「民用物」として扱われ、これを攻撃する事は国際法違反を形成する。
しかしながら、文民・民用物たる海上保安庁が、敵対国軍隊に対し「敵対行為への直接的参加」ないし「軍事目標の定義を満たす」場合は、文民としての保護が消滅し、軍隊からの国際法上合法的な攻撃対象となる事が想定される。いかなる場合に文民としての保護が消滅するかについては沿岸警備隊・海上警察であることによる特殊性は無く、他の文民機関と同様であるとされ、「海上での武力紛争に適用される国際法に関するサンレモ・マニュアル」によれば、商船が合法的な軍事目標となり得る敵対行為の例として「機雷敷設・掃海、海底パイプライン切断等の破壊工作、中立国商船への臨検、他の商船への攻撃」、「軍隊の輸送、軍艦への補給等の海軍補助船舶としての活動」、「当該国の軍事系情報システムに統合されている場合又はそれを支援する場合（偵察、早期警戒、監視、C4ISRに係る任務への従事）」、「軍艦又は軍用航空機の護衛下で行動する場合」、「停船命令を拒否、拿捕に積極的に抵抗する場合」、「軍艦に損害を与える程度に武装する場合、ただし個人携行用の軽火器やチャフ等の回避システムを除く」、「軍事物資の輸送等、軍事活動に効果的に貢献する場合」が例示されている。特に、海戦法規においては「軍事情報の送信は敵対行為である」と解されており、海上における治安の維持を恒常的な任務とする海上保安庁が、武力行使を伴う軍事作戦中の相手国海軍の艦艇位置情報の通報を行った場合、文民・民用物としての保護を喪失し合法的な攻撃目標となりえると解されている。
また、ジュネーヴ諸条約第一追加議定書第43条3項に「紛争当事者は、準軍事的な又は武装した法執行機関を自国の軍隊に編入したときは、他の紛争当事者にその旨を通報する」旨が規定されており、仮に自衛隊法第80条第2項の規定に基づく「政令」により海上保安庁を防衛大臣の指揮下に編入した際、これを敵対する武力紛争相手国に通報してしまった場合、ジュネーブ条約第一追加議定書の定めに従い海上保安庁は「国際法上の軍隊」と化し、巡視船は軍艦の地位を得るとともに、その構成員たる海上保安官は戦闘員資格及び捕虜資格を獲得することで、軍事目標として合法的な無警告攻撃対象となる事を否定できないと解されている。仮に敵対する相手国に対し同条約に基づく通報を実施しなかった場合は公然軍隊化を否定できる余地はあるものの、仮に相手国軍隊に巡視船・海上保安官が拿捕・拘束された場合、戦闘員資格・捕虜資格を有さないため、その地位が問題となる。

## 組織
総職員数は13,475人(2023年7月1日現在)であり、これは愛知県警察とほぼ同じである。
参考までに、全国の警察官は、2024年4月1日現在の都道府県警察の条例定員（従って警察庁、皇宮護衛官、一般職員は含まない。）で259,595人である。
- 船艇: 475隻（2024年4月1日現在）[16]
- 航空機: 97機（2024年4月1日現在）[16]

### 長官と特別な職
- 海上保安庁長官
- 海上保安庁次長
- 海上保安監

### 内部部局

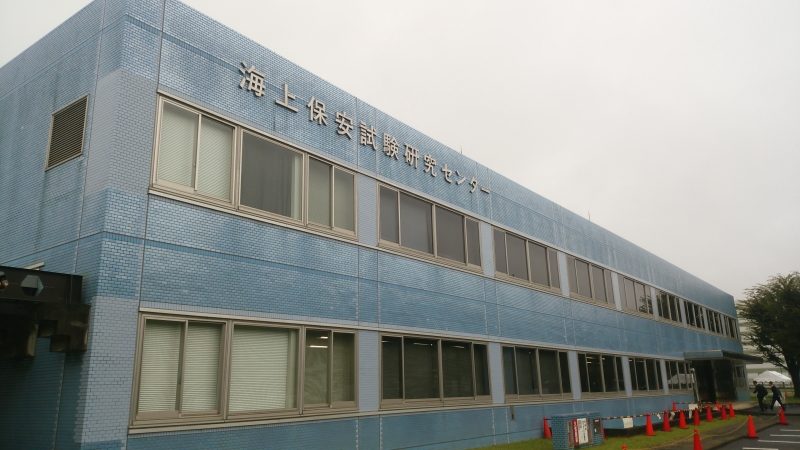
海上保安試験研究センター

内部部局として、5つの部と首席監察官が置かれている。
- 総務部
  - 海上保安試験研究センター（立川広域防災基地内）
- 装備技術部
- 警備救難部
- 海洋情報部（中央合同庁舎第4号館）
- 交通部
- 首席監察官

### 施設等機関
施設等機関として、2つの文教研修施設が設置されている。
- 海上保安大学校（広島県呉市）：初級幹部育成（本科：学士取得、初任科：一般大学出身者）、特修科（幹部登用制度）・潜水研修等各種研修
  - 海上保安資料館 - 引退した装備や関連資料の展示施設。横浜海上防災基地には分館の横浜館がある。海上保安大学校の敷地内であるため平日のみ開館している。
- 海上保安学校（京都府舞鶴市）：初任育成、各種研修
  - 門司分校（福岡県北九州市門司区） : 有資格者中途採用者初任研修、各種研修
  - 宮城分校（宮城県岩沼市） : 航空関連研修

### 地方支分部局
地方支分部局として、11の管区海上保安本部が設置されている。

#### 管区海上保安本部
他の地方機関の場合、機関の設置規定がありその管轄区域が定まるのが、通常である。海上保安庁の場合は、これらとは異なり、まず「全国及び沿岸水域を海上保安管区に分か」つことが先にあり、これに続いて「海上保安管区ごとに管区海上保安本部を置」くことが規定されている。そのため、法制上「海上保安管区の区域」というのが正式な言い方になる。各管区の区域は特記のない限り、当該都道府県の区域（陸地）、沿岸水域及びその沖合い水域を担当する。管区の番号は、基本的に小樽（北海道）から日本列島を右回りに付けられている。ただし当初は、第七管区が九州全域を管轄していたものを、南九州を分割して第十管区としたこと及び、沖縄復帰に伴い第十一管区を新設したためこの部分は番号が連続していない。
| 管区名     | 本部所在地           | 区域 |
| ---------- | -------------------- | --- |
| 第一管区   | 北海道小樽市         | 北海道（北方領土含む）                                                                                     |
| 第二管区   | 宮城県塩竈市         | 青森県、岩手県、宮城県、秋田県、山形県、福島県（沖合い水域は太平洋側のみ担当）                             |
| 第三管区   | 神奈川県横浜市中区   | 茨城県、栃木県、群馬県、埼玉県、千葉県、東京都、神奈川県、山梨県、静岡県                                   |
| 第四管区   | 愛知県名古屋市港区   | 岐阜県、愛知県、三重県                                                                                     |
| 第五管区   | 兵庫県神戸市中央区   | 滋賀県、京都府（南丹市以南）、大阪府、兵庫県（瀬戸内海側）、奈良県、和歌山県、徳島県、高知県               |
| 第六管区   | 広島県広島市南区     | 岡山県、広島県、山口県（山口市以東の瀬戸内海側）、香川県、愛媛県                                           |
| 第七管区   | 福岡県北九州市門司区 | 山口県（宇部市以西の瀬戸内海側、日本海側）、福岡県、佐賀県、長崎県、大分県（水域上は熊本県の有明海も担当） |
| 第八管区   | 京都府舞鶴市         | 京都府（京丹波町以北）、福井県、兵庫県（日本海側）、鳥取県、島根県（竹島含む）                             |
| 第九管区   | 新潟県新潟市中央区   | 新潟県、富山県、石川県、長野県（沖合い水域は東北地方の日本海側も担当）                                     |
| 第十管区   | 鹿児島県鹿児島市     | 熊本県（水域上は有明海を除く）、宮崎県、鹿児島県                                                           |
| 第十一管区 | 沖縄県那覇市         | 沖縄県（尖閣諸島含む）                                                                                     |

管区海上保安本部

海上保安管区の名称は「第一海上保安管区」のように「海上保安管区」まで付したのが正式なものである（本部は「第一管区海上保安本部」）。

#### 管区海上保安本部の事務所
- 海上保安庁の保安部、保安署等一覧
- 海上保安（監）部 [69か所] （海上保安監部 [1か所]）
- 海上保安航空基地 [2か所] ： 中部空港海上保安航空基地[注釈 9]・関西空港海上保安航空基地[注釈 10]
- 海上保安署 [60か所]
  - 分室 [15か所]
  - 事務室 [1か所] ： 伊東マリンパトロール・ステーション(伊東MPS)
- 海上交通センター [7か所]
- 航空整備管理センター [1か所]
- 航空基地 [12か所] : 千歳・函館・釧路・仙台・新潟・羽田・美保・広島・北九州・鹿児島・那覇・石垣
- 国際組織犯罪対策基地 [1か所]
- 大阪特殊警備基地（大阪府泉佐野市） - 特殊警備隊 (SST) [注釈 11]
- 羽田特殊救難基地（東京都大田区） - 特殊救難隊 (特救隊）
- 横浜海上防災基地（神奈川県横浜市）
  - 横浜機動防除基地 - 機動防除隊 (NST)
    - 海上保安資料館横浜館（工作船展示館）: 九州南西海域工作船事件に係る工作船および回収物などを展示。
- 水路観測所 [1か所] : 下里（和歌山県那智勝浦町）・八丈島（無人のため組織上カウントしない、東京都八丈町）[注釈 12]
- ロランセンター [1か所] : 千葉ロランセンター(2013年5月16日千葉海上保安部と統合[47])
- 航路標識事務所 [1か所] : 慶佐次ロラン航路標識事務所

## 階級
| 階級＼所属         | 本庁                        | 管区本部        | 海上保安部  | 海上保安署  | 海上交通センター | 航空基地                                | PL型巡視船      | PM型巡視船      | PS型巡視船    | PC型巡視艇    | CL型巡視艇 |
| ------------------ | --------------------------- | --------------- | ----------- | ----------- | ---------------- | --------------------------------------- | --------------- | --------------- | ------------- | ------------- | ---------- |
| 長官               | 海上保安庁長官              | －              | －          | －          | －               | －                                      | －              | －              | －            | －            | －         |
| 次長 海上保安監    | 海上保安庁次長 海上保安監   | －              | －          | －          | －               | －                                      | －              | －              | －            | －            | －         |
| 一等海上保安監・甲 | 部長                        | 本部長          | －          | －          | －               | －                                      | －              | －              | －            | －            | －         |
| 一等海上保安監・乙 | 参事官                      | 次長            | 大規模部長  | －          | －               | －                                      | －              | －              | －            | －            | －         |
| 二等海上保安監     | 課長                        | 部長            | 部長        | －          | 所長             | 基地長                                  | 船長 業務管理官 | －              | －            | －            | －         |
| 三等海上保安監     | 課長補佐 専門官             | 課長            | 次長        | 署長        | 次長             | 次長 各科長                             | ○○長            | 船長 業務管理官 | －            | －            | －         |
| 一等海上保安正     | 係長                        | 課長補佐 専門官 | 課長        | 次長        | 課長             | 業務統括管理官 各科長 上席○○士 主任○○士 | 首席○○士        | ○○長            | 船長          | －            | －         |
| 二等海上保安正     | 専門員                      | 係長            | 専門官      | 次長 専門官 | －               | 主任○○士 ○○士                           | 主任○○士        | 首席○○士        | ○○長          | 船長          | －         |
| 三等海上保安正     | 係員                        | 専門員          | 係長 専門員 | 係長 専門員 | 係長 専門員      | 係長 ○○士                               | 主任○○士 ○○士   | 主任○○士 ○○士   | 主任○○士 ○○士 | 主任○○士 ○○士 | 船長       |
| 一等海上保安士     | －                          | 係員            | 係員        | 係員        | 係員             | 係員 ○○員                               | ○○士補          | ○○士補          | ○○士補        | ○○士補        | ○○士補     |
| 二等海上保安士     | －                          | 係員            | 係員        | 係員        | －               | 係員 ○○員                               | ○○士補          | ○○士補          | ○○士補        | ○○士補        | ○○士補     |
| 三等海上保安士     | －                          | 係員            | 係員        | 係員        | －               | 係員 ○○員                               | ○○士補          | ○○士補          | ○○士補        | ○○士補        | ○○士補     |
| 学生               | 保安大学校学生 保安学校学生 | －              | －          | －          | －               | －                                      | －              | －              | －            | －            | －         |

- 船艇職員の場合、○○には航海・機関・通信・主計のほか、船種によっては運用司令・砲術・観測・飛行・整備・航空通信などが入る。
- 航空基地職員の場合、○○には飛行・整備・通信・探索レーダーが入る。

## 旗
海上航行に不可欠な羅針盤をデザインしたシンボルマークと海の色を表す濃い青色が使われている。
海上保安庁の船舶には国旗および海上保安庁庁旗が掲揚される。

海上保安庁庁旗
国土交通大臣旗 （乗船時に掲揚）
海上保安庁長官旗 （乗船時に掲揚）
管区本部長旗 （乗船時に掲揚）
指揮官旗

## 財政
2024年度（令和4年度）一般会計当初予算における海上保安庁所管の歳出予算は2594億9218万8千円である。物件費および人件費で分けると、物件費は1190億円で人件費が1041億円となる。

## 職員
2023年7月1日現在、海上保安庁の職員数は13,475人（男性12,174人、女性1,301人）である。
定員は国土交通省定員規則により、14,788人。
海上保安庁職員は職務の性質から団結権も認められておらず、労働組合の結成や加入をしてはならない（国公法第108条の2第5項）。

## 所管法人
国土交通省の該当の項を参照。

## 幹部
本庁
- 海上保安庁長官：瀬口良夫
- 海上保安庁次長：坂巻健太
- 海上保安監：彼末浩明
- 総務部長：澤井俊
  - 参事官（警備救難部）：高橋徹
  - 参事官（海洋情報部）：江原一太朗

- 装備技術部長：梶田智弘
- 警備救難部長：山戸義勝
- 海洋情報部長：木下秀樹
- 交通部長：石塚智之
- 首席監察官：吉本直哉
- 海上保安大学校長：筒井直樹
- 海上保安学校長：松浦あずさ

管区海上保安本部
- 第一管区海上保安本部長：石崎憲寛
- 第二管区海上保安本部長：白崎俊介
- 第三管区海上保安本部長：赤松宏樹
- 第四管区海上保安本部長：澤井幸保
- 第五管区海上保安本部長：鍬本浩司
- 第六管区海上保安本部長：小野雄介
- 第七管区海上保安本部長：福本拓也
- 第八管区海上保安本部長：佐々木渉
- 第九管区海上保安本部長：猪瀨雅樹
- 第十管区海上保安本部長：大達弘明
- 第十一管区海上保安本部長：坂本誠志郎

2025年（令和7年）7月1日現在

## マスコット
1998年（平成10年）、設立50周年を記念してマスコットキャラクターが制定された。タテゴトアザラシの子供をモチーフに「うみまる」が制定されている。
2002年（平成14年）には妹分で女性保安官をイメージした「うーみん」も制定された。
これらのキャラクターは広報活動で積極的に用いられている。また、秋田のなまはげや青森のねぶた等の全国のご当地バージョンも存在する。

## 題材となった作品
- 喜びも悲しみも幾歳月 - 燈台守を主人公とした映画。オープニングロールで“後援 海上保安庁”のクレジットがある。
- 新・喜びも悲しみも幾歳月 - 「喜びも悲しみも幾歳月」のリメイク版。父と同じ海上保安官になることを決心した主人公の息子が、海上保安大学校を卒業して練習航海へ出発するシーンで終わる。
- 海猿 - 海上保安官を主人公とする漫画、およびこれを原作とする映画、テレビドラマ。
- トッキュー!! - 特殊救難隊に所属する海上保安官を主人公とする漫画。
- OCEAN - テレビドラマ版『海猿』主題歌として使用されたB'zの曲。PLH型巡視船「みずほ」上でPV撮影が行われた。
- DCU - 海上保安庁に新設された水中事件や事故の捜査を行う架空のスペシャリスト集団DCU（Deep Crime Unit、潜水特殊捜査隊）が活躍するテレビドラマ。